# (13673) Urysohn
(13673) Urysohn est un astéroïde de la ceinture principale.

## Description
(13673) Urysohn est un astéroïde de la ceinture principale. Il fut découvert le 1er juin 1997 à Prescott (Arizona) par Paul G. Comba. Il présente une orbite caractérisée par un demi-grand axe de 2,87 UA, une excentricité de 0,09 et une inclinaison de 1,8° par rapport à l'écliptique.

## Compléments